# 핑우현

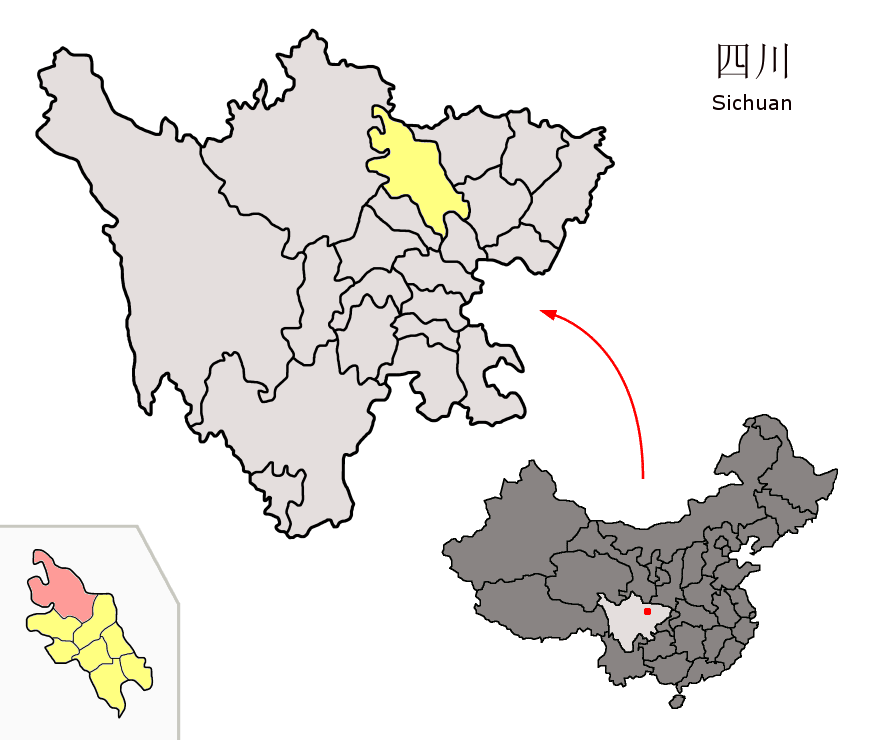
핑우 현의 위치

핑우현(한국어: 평무현, 중국어: 平武县, 병음: Píngwǔ Xiàn)은 중화인민공화국 쓰촨성 몐양 시의 현급 행정구역이다. 넓이는 5974km2이고, 인구는 2007년 기준으로 190,000명이다.

## 기후
연평균 기온은 14.8°C이고 연평균 강수량은 949.4mm이다.

## 관광
핑우 현은 대왕판다의 가장 큰 서식지이다. 바이마 민족향 주변의 민 산에는 국립판다보존구역 '왕랑'이 위치해있다. 세계 자연보호 기금은 바이마 민족향에 판다의 밀렵에 대한 직간접적인 위협을 감소시키기위한 통합 지역사회 개발 계획을 수행하였다. 큰 절인 '바오언 사'가 이곳에 위치해있다.

## 행정 구역
9개 진, 7개 향, 9개 민족향을 관할한다.
- 진: 龙安镇, 古城镇, 南坝镇, 响岩镇, 平通镇, 豆叩镇, 大印镇, 大桥镇, 水晶镇.
- 향: 高村乡, 水田乡, 坝子乡, 水观乡, 土城乡, 旧堡乡, 阔达乡.
- 민족향: 平南羌族乡, 徐塘羌族乡, 锁江羌族乡, 黄羊关藏族乡, 虎牙藏族乡, 泗耳藏族乡, 白马藏族乡, 木座藏族乡, 木皮藏族乡.